# Huang Yuguo
 (janvier 2022).
Huang Yuguo, né le 9 mars 1990, est un gymnaste chinois, spécialisé dans l’exercice au sol et la barre horizontale. 
Huang a participé aux Jeux asiatiques de 2014 à Incheon, remportant l’argent en exercice au sol.